# Walt Disney Television
Walt Disney Television – jednostka zależna The Walt Disney Company operująca jako segment biznesowy General Entertainment Networks. W latach 1996–2004 funkcjonowała pod nazwą ABC Group, a później jako Disney–ABC Television Group. W jej skład wchodzą studia produkcji telewizyjnej i amerykańskie stacje telewizyjne Disneya. Dywizja zarządza również 50% udziałów A&E Television Networks.

## Historia

### Walt Disney Television and Telecommunications (1994 – 1996)
Walt Disney Television and Telecommunications zostało utworzone w 1994, aby wyłączyć produkcję telewizyjną i stacje telewizyjne z Walt Disney Studios. Dywizja została rozwiązana w 1996 roku po zakończeniu transakcji z Capital Cities/ABC Inc., a część jej jednostek powróciła do Walt Disney Studios.

### ABC Group (1996 – 2004)
W 1995 roku The Walt Disney Company zakupiło Capital Cities/ABC Rok później holding został wprowadzony w struktury Disneya jako ABC Group. Wśród aktywów zakupionych znalazły się: ABC Television Network Group, CC/ABC Broadcasting Group (ABC Radio Network, osiem stacji telewizyjnych i 21 radiowych), ABC Cable and International Broadcast Group, CC/ABC Publishing Group i CC/ABC Multimedia Group. Cable and International Broadcast Group zawierało 80% udziałów ESPN, Inc., jak i współudziały w A&E Television Networks (37.5%), Lifetime Television (50%) oraz międzynarodowe aktywa. Wśród nich udziały w Tele-München w Niemczech, Hamster Productions we Francji, Scandinavian Broadcasting System w Luksemburgu. ESPN posiadało również udziały Eurosport w Anglii, TV Sport we Francji i The Japan Sports Channel. Publishing Group zawierała Fairchild Publications i Chilton Publications oraz wiele tytułów gazet. Część udziałów w wydawnictwach i międzynarodowych holdingach Disney zaczął sprzedawać od 1997 roku.

### Disney–ABC Television Group (2004 – 2019)

Logo Disney–ABC Television Group

W 2004 roku The Walt Disney Company poinformowało o restrukturyzacji Disney Media Networks, wskutek której powstało Disney–ABC Television Group z Anne Sweeney jako dyrektorem grupy wspólnie z George’em Bodenheimerem z ESPN.
W 2007 roku marka Touchstone Television została przemianowana na ABC Television Studio. W 2009 roku ABC Entertainment i ABC Studios zostały połączone w jedną jednostkę ABC Entertainment Group. W tym samym roku uruchomiono stację Live Well Network. W 2012 roku przejęto kontrolę operacyjną nad kanałem Soapnet, która działała do końca 2013 roku. Na początku 2016 roku zmieniono nazwę stacji ABC Family na Freeform.

### Walt Disney Television (2019 –)
W październiku 2018 roku The Walt Disney Company poinformowało o restrukturyzacji firmy w związku z zakupem aktywów 21st Century Fox. Dywizja zmieniła nazwę na Walt Disney Television. W 2019 roku transakcja została sfinalizowana, wskutek czego 20th Century Fox Television, Fox Television Animation i Fox 21 Television Studios znalazły się w strukturze dywizji i stały się jednostkami Disney Television Studios, razem z ABC Studios i ABC Signature Studios. W sierpniu 2020 roku podczas kolejnej restrukturyzacji obie marki zostały połączone w jedną tworząc ABC Signature. Nastąpił wtedy również rebranding studiów przejętych przez Disneya rok wcześniej. 20th Century Fox Television zmieniono na 20th Television. Reaktywowano też markę Touchstone Television, która zastąpiła Fox 21 Television Studios. 1 grudnia tego samego roku zadecydowano o zamknięciu Touchstone Television, a produkcje tego studia zostały przejęte przez 20th Television
Na początku zmieniono nazwę Live Well Network na Localish.

## Struktura
| Disney Television Studios                                     | ABC Entertainment                                                                                        | Disney Channels (Stany Zjednoczone)                                                                                              | FX Networks                                    | National Geographic Partners (73%) | ABC News                                                             |
| ------------------------------------------------------------- | --- | --- | ---------------------------------------------- | --- | -------------------------------------------------------------------- |
| - ABC Signature - 20th Television - 20th Television Animation | - ABC - ABC Daytime - Freeform - ABC Owned Television Stations - Localish - Hulu Scripted Originals Team | - Disney Channel - Disney Junior - Disney XD - DisneyNow - Radio Disney - Disney Television Animation - It’s a Laugh Productions | - FX - FXX - FX Movie Channel - FX Productions | - National Geographic Global Networks - National Geographic - National Geographic Wild - Nat Geo Mundo - National Geographic Studios - National Geographic Documentary Films | - ABC News - ABC Audio - ABC News Radio - Lincoln Square Productions |